# 木下謙治
木下 謙治(きのした けんじ、1933年 - )は、日本の社会学者、教育者。山口大学名誉教授である。

## 経歴・人物
1933年、静岡県で生まれる。1943年、戦火を避けるため、福岡県に移住。福岡県立京都高等学校を卒業。1958年3月、九州大学文学部卒業し、同大学院文学研究科社会学専攻博士課程に進むが、1963年に中退。その後、1986年に山口大学人文学部教授、1996年-1997年に九州大学文学部教授に就任する。続いて、1997年-1998年筑紫女学園大学文学部教授、1998年-1999年に福岡県立大学人間社会学部教授、2001年に筑紫女学園大教授、2004年-2006年まで宇部フロンティア大学人間社会学部教授に歴任。
九州大学文学部同窓会の名誉幹事である。

## 業績・研究
- 『基礎概念と射程』(九州大学出版会、2003年)
- 『家族・福祉社会学の現在（シリーズ社会学の現在）』(ミネルヴァ書房、2001年)
- 「地方都市コミュニティとメディア : 地方紙を中心に」（2004年）
- 『家族・福祉社会学の現在 シリーズ社会学の現在』(2001年 小川全夫・鈴木広共同著)